# ベイラー医科大学
ベイラー医科大学（ベイラーいかだいがく、Baylor College of Medicine）は、アメリカ合衆国テキサス州ヒューストン市のテキサス医療センターにキャンパスを構える私立医科大学である。主に、医学部（メディカルコース）と生物医学系の大学院大学からなる。
当該医科大学は、世界最大の医療センターであるテキサス医療センターの中核に位置しており、テキサス大学MDアンダーソンがんセンター、テキサス大学医学部など周辺の病院・医学研究施設やライス大学等の多数と提携を結んでいる。

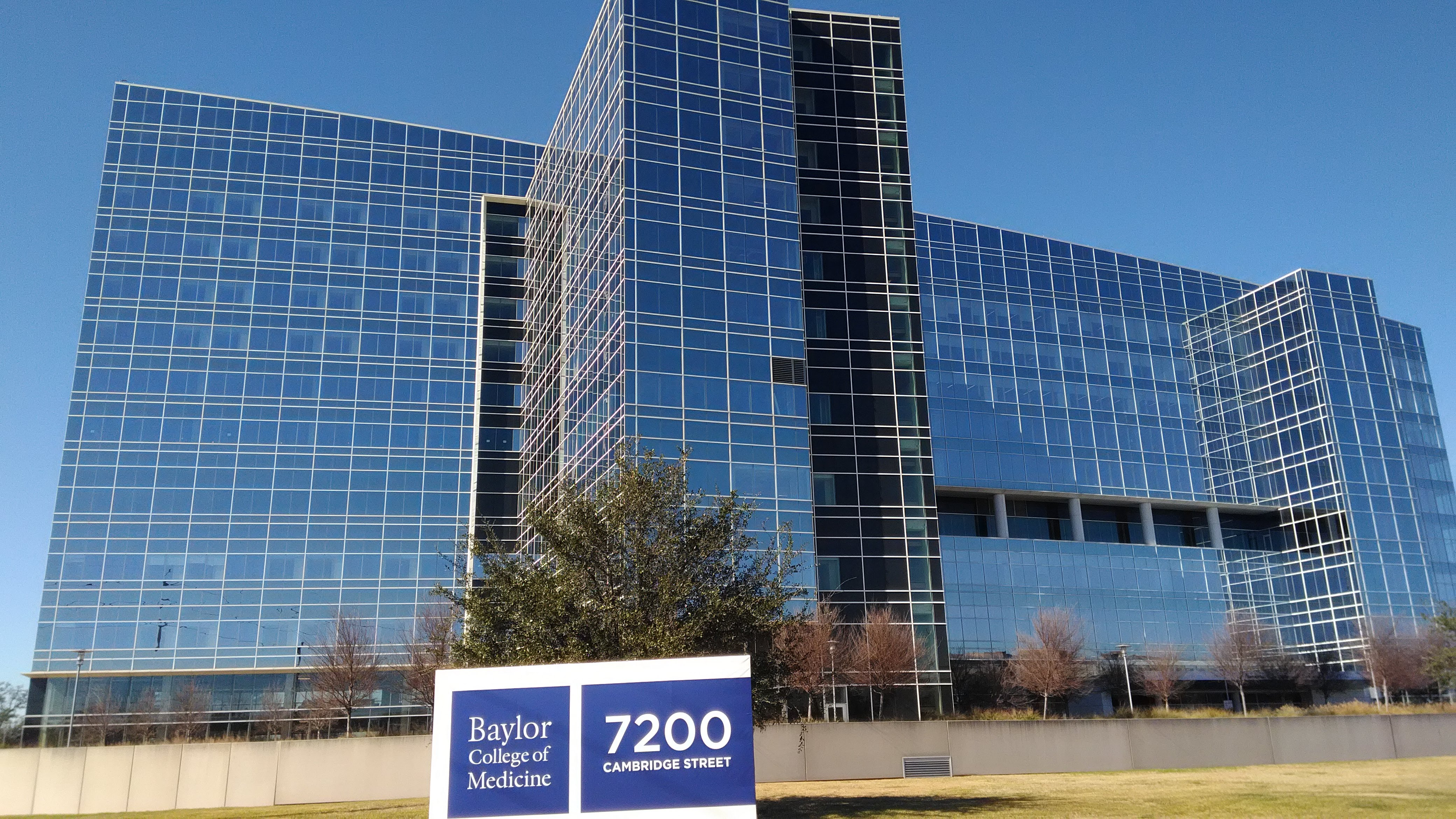
ベイラー医科大学 McNair Campus

同校の医学部は、米国内ランキングのトップクラスに常に位置しており、USニューズ&ワールド・レポート誌による医学部・医科大学のプライマリ・ケアにおけるランキングで約180位中17位、医学部・医科大学の研究におけるランキングで22位と高評価を得ている。また、生物医学系大学院も、米国25位以内、世界35位以内にランクインされている。
　特に、遺伝学の領域ではランキング1位を獲得するなど評価が突出して高い。事実、米国最大の研究費支給を担うアメリカ国立衛生研究所（National Institutes of Heatlh: NIH）から、ベイラー医科大学は、当該領域で12年連続最多の助成金を獲得している。また、世界大学ランキング「World University Rankings」では、教授陣や教職員の得点で満点を獲得しており、ハイレベルな基礎研究指導者や医療指導者が揃っていることが高く評価されている。
なお、同じテキサス州内にはベイラー大学 (Baylor University) があるが、本校はベイラー大学から独立した別の大学である。両校は別の大学となったが、研究や組織において強固な関係を保っている。例えば、ベイラー大学理事会はベイラー医科大学評議員の25％を選出している。

## 歴史
1900年、ベイラー大学（Baylor University）の医学系卒業生が、本校の前身となるUniversity of Dallas Medical Departmentをテキサス州ダラスに設立する。
1903年、ベイラー大学医学部（Baylor University College of Medicine）として、ベイラー大学へと編入される。
1943年、ヒューストンのMDアンダーソンがんセンターが上記の学部をテキサス医療センターへ誘致したことがきっかけとなり、医療センター内に移転する。
1969年、ベイラー大学から独立し、名称を現在のベイラー医科大学に改める。

## 医科大学として
毎年、約200人の医学生を受け入れており、その内訳は、75％がテキサス州内の出身者である。私立医科大学としては、授業料が低いことも特徴の一つである。また、アメリカ合衆国内で50校のみが選定される、アメリカ国立衛生研究所（NIH）からの学費および生活費援助を受けるMD-PhDプログラム（MSTP）を有している大学であり、例年10人ほどの特別優秀な学生がこのプログラムに入る。当該医学部は、テキサス州内でランキングトップの大学とされており、米国内のプライマリ・ケアでは、常に全米トップ10位以内に入る高評価を得ている。

## 大学院大学として
研究レベルは非常に高く、生物医学の分野では米国にて総合25位以内、世界にて総合35位以内にランクインする。その中でもヒトゲノム領域を始めとする遺伝学の分野は傑出しており、上述の通り、世界ランキング1位に位置する。他の7つの専門分野においても全米国トップ20位以内に入り、多様な分野において、高い質の研究の実施が評価されている。
　米国には日本のような学部としての医学部課程は存在せず、ベイラー医科大学には、日本で大学院にあたるメディカルコース系と生物医学研究系の大学院からなる。毎年100人ほどの学生を受け入れており、学生の出身国の割合としては、国内の学生が約70％、留学生が約30％、全体の男女比は、ほぼ同じである。
　当該大学は、医療センターとして世界最大の規模を誇るテキサス医療センターの中心に位置しており、多数の医療施設・研究施設と強固な提携を有していることから、臨床への応用研究の活動も極めて盛んであり、それが迅速に行われていることで知られている。現在、以下8つプログラムを実施している。
1) がん・細胞生物学
2) 化学・物理・構造生物学
3) 発生生物学
4) 疾患モデル及び治療薬 
5) 遺伝学・ゲノミクス
6) 神経科学
7) 免疫学・微生物学
8) 定量的計算バイオサイエンス

## 建物
ベイラー医科大学の本校自体は1960年代に設立され、現在に至るまで増築を繰り返しており、キャンパスの規模は大学院大学にしては比較的大きい。同校舎内でも古いブロックと新しいブロックが混在しているような形になっている。また、本校舎とは別にテキサス医療センターの中心からやや離れたところにはMcNairキャンパスと呼ばれる、主に臨床医の指導・臨床研究を目的とした校舎が存在する。本校はテキサス医療センター内に位置するため、研究室やオフィスは必ずしも校舎内にあるとは限らず、テキサス小児科病院、Jun and Dan Duncan神経研究センター、テキサス大学MDアンダーソンなど周辺の様々な医療機関に点在している。
　当該医科大学は、800,000 平方フィート以上のスペースを研究室に充てており、当該スペースには、通常の研究室の他に、以下のような多数の施設も設置している。
- BCM's Human Genome Sequencing Center
- The Human Neuroimaging Lab
- The Dan L. Duncan Cancer
- The Center for Cell and Gene Therapy
- The Huffington Center on Aging
- The Influenza Research Center
- The National Center for Macromolecular Imaging
- The W.M. Keck Center for Computational Biology
- The Epigenomics Data Analysis and Coordination Center
- Core facilities, including microscopy, DNA sequencing, microarray, and protein sequencing
- One of the largest transgenic mouse facilities in the country

## 附属及び関連病院
ベイラー医科大学は、テキサスメディカルセンターを中心として、多数の病院と提携している。特に、CHI St. Luke's Healthの一部であるBaylor St. Luke's Medical Centerを共同所有している。最大の特色は、米国に留まらず世界中の医師及び医学生のための臨床教育機関病院としての大きな役割を担っていることであり、当該病院は、USニューズ&ワールド・レポート誌において、心臓病と心臓手術、糖尿病と内分泌学、胃腸病学と消化器外科、呼吸器科で、全米最高の病院としてランクインしていることに加えて、40領域以上に細分化された専門分野において最先端治療技術を提供することで評価されている。
- CHI St. Luke's Health (Baylor St. Luke's Medical Center、Baylor St. Luke's Medical Center、Patients Medical Center等々多数)
- Texas Children's Hospital
- The University of Texas M. D. Anderson Cancer Center
- Houston Methodist Hospital
- Michael E. DeBakey Veterans Affairs Medical Center
- Ben Taub General Hospital
- Memorial Hermann – The Institute for Rehabilitation and Research
- Menninger Clinic
- Children's Hospital of San Antonio

患者ケア協力機関は以下である。
- Community Health Centers
- Cullen Bayou Place
- DePelchin Children's Center
- Houston Child Guidance Center
- Jewish Family Service Cancer Center
- Kelsey-Seybold Clinic
- Park Plaza Hospital
- Quentin Mease Hospital
- Seven Acres Jewish Geriatric Center
- Houston Shriners Hospital
- Thomas Street Health Center
- Woman's Hospital of Texas

## 著名な卒業生
- Arthur L. Beaudet、MD —分子遺伝学およびヒト遺伝学の教授であり、全米科学アカデミーの会員.
- ヒューゴ・J・ベレン —著名な発生生物学者. ハワードヒューズ医学研究所の調査員.
- Malcolm Brenner、MD、PhD —ベイラー医科大学細胞および遺伝子治療センターの元所長.
- William "Bill" R. Brinkley —アメリカの細胞生物学者であり、有糸分裂紡錘体装置の発見に早くから貢献.
- F. Charles Brunicardi、MD —DeBakey外科の元議長. シュワルツの手術原則の編集長.
- Selma Calmes — 麻酔科医および麻酔歴史協会の共同創設者.
- C.トーマスカスキー—著名な臨床遺伝学者であり、生物医学の起業家.
- デントンクーリー —テキサスハートインスティテュートの創設者であり、世界的に有名な心臓血管外科医. 人工心臓の最初の移植に成功.
- Michael E. DeBakey —受賞歴のある心臓血管外科医.
- Christine Beeton、PhD —受賞歴のある免疫学者.
- ラルフ・フェイギン —ベイラー医科大学の前学長. 小児科のチーフおよびテキサスチルドレンズホスピタルの社長
- OH Frazier —1,000回以上の移植を行った心臓外科医.
- リチャードA.ギブス博士—先駆的な遺伝学者,
- マーククライン、メリーランド州-テキサスチルドレンズホスピタルの元医師長. ベイラー国際小児エイズイニシアチブの元ディレクター.
- ダニエルマッシャー -医学の著名なサービス教授および分子ウイルス学および微生物学の教授.
- Bert W. O'Malley —米国科学アカデミー賞を受賞し、ホルモン作用と遺伝子発現の進歩により米国科学アカデミーの会員.
- C.ケントオズボーン、MD —ダンL.ダンカンがんセンター所長.
- David Poplack、MD —テキサス小児がんセンター所長、小児科教授.
- Michael J. Reardon —心臓肉腫の心臓自家移植に最初に成功した国際的に有名な心臓外科医.
- Huda Zoghbi —全米科学アカデミーの会員. ハワードヒューズ医学研究所の調査員. 受賞歴のある神経精神科医; Jan and Duncan Neurological Research Institute、テキサス州ヒューストンの所長.